# Dolichurus turanicus
Dolichurus turanicus là một loài côn trùng cánh màng trong họ Ampulicidae, thuộc chi Dolichurus. Loài này được Gussakovskij miêu tả khoa học đầu tiên năm 1952.